# آندره اندرسون (بازیکن فوتبال)
آندره اندرسون (انگلیسی: André Anderson؛ زادهٔ ۲۳ سپتامبر ۱۹۹۹) بازیکن فوتبال است.
از باشگاه‌هایی که در آن بازی کرده‌است می‌توان به باشگاه فوتبال لاتزیو و باشگاه فوتبال سالرنیتانا اشاره کرد.
وی همچنین در تیم ملی فوتبال زیر ۲۰ سال ایتالیا بازی کرده‌است.